# کایابئی (چیلدیر)
کایابئی (به ترکی استانبولی: Kayabeyi، به ارمنی: Չայիս) یک منطقهٔ مسکونی در ترکیه است که در چیلدیر واقع شده‌است.